# 大社駅
大社駅（たいしゃえき）は、島根県簸川郡大社町（現・出雲市）にあった西日本旅客鉄道（JR西日本）大社線の駅（廃駅）。同線の終着駅であった。
大社線の廃線に伴い1990年（平成2年）4月1日に廃止された。廃止後も残る駅舎は国の重要文化財に指定され、観光名所となっている。
2021年（令和3年）2月1日から2025年（令和7年）12月20日（予定）まで保存修理（仮設・解体）工事が行われている。

## 歴史

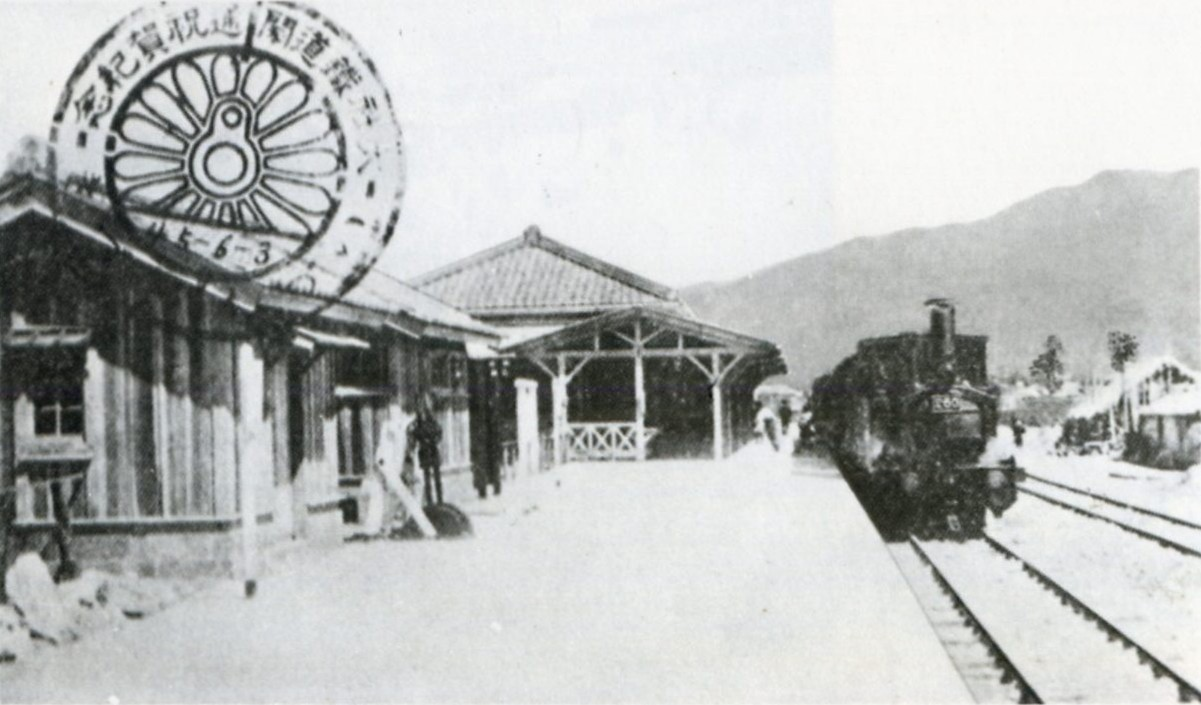
開業当時のホーム。停車している機関車は230形。

- 1912年（明治45年）6月1日：国鉄大社線 出雲今市駅 - 当駅間の開通と同時に開業[1]。旅客・貨物の取扱を開始[1]。
- 1924年（大正13年）2月13日：2代目駅舎が竣工[4]。
- 1935年（昭和10年）3月15日：大阪駅 - 大社駅間で急行列車の運転を開始。所要時間は8時間20分で、直行準急列車の12時間を大幅短縮するダイヤとなった[5]。
- 1947年（昭和22年）11月30日 - 昭和天皇の戦後巡幸。当駅始発でお召し列車が運転[6]。
- 1974年（昭和49年）10月1日：貨物取扱を廃止[1]。
- 1985年（昭和60年）3月14日：荷物扱い廃止[1]。
- 1987年（昭和62年）4月1日：国鉄分割民営化により、JR西日本の駅となる[1]。
- 1990年（平成2年）4月1日：大社線廃止に伴い廃駅となる[1]。
- 2001年（平成13年）7月：旧大社町合併50周年を記念し、旧JR大社駅整備事業として大社線廃止時に旧大社町がJR西日本から教育用資料として無償貸与され、出雲大社神苑内に展示していた1942年（昭和17年）9月7日製造のD51形774号機関車を構内に移設展示。
- 2004年（平成16年）：重要文化財に指定される[7][8]。
- 2009年（平成21年）2月6日：近代化産業遺産に認定される。
- 2021年（令和3年）2月1日：保存修理（仮設・解体）工事開始。駅舎の公開を休止[2][3]。

## 駅構造
廃止当時、島式・相対式ホーム2面3線を持つ地上駅であった。これら3線はホームの末端で1線に収束した後、その先に車止めが設置されていたが、その引上げ線はかなり距離が長く、道路と交差する部分もあり、踏切も設置されていた。出雲大社の膝元であることから、1951年 - 1961年までの間は東京直通の急行列車「出雲」が運行されていた。その後も1980年代まで「大社」や「だいせん」といった急行列車や、参詣者の団体臨時列車などが乗り入れてきていたため、ホームは非常に長い。
現在残っている駅舎は1924年（大正13年）2月28日に竣工した2代目で、木造平屋441平方メートル、出雲大社を模したつくりである。団体専用の改札口などもあったが、廃止後もホームや駅の掲示などもすべて当時のまま残されている。以前この駅舎は、中央本線高尾駅の北口駅舎を設計した曽田甚蔵が設計したもので、伊東忠太がお墨付きを与えたと言われていたが、大社線廃止後、駅舎の屋根裏調査で上棟式の棟板が発見され、設計者は当時神戸鉄道管理局の技手だった丹羽三雄であったことが判明した。
駅舎は2004年に国の重要文化財に指定された。重要文化財の駅舎は全国に3件あるが、そのうち唯一の和風建築である。また、すぐ近くにありながら当駅とは対照的なモダンな西洋建築である一畑電車出雲大社前駅とともに、近代化産業遺産（続33）にも認定されている。

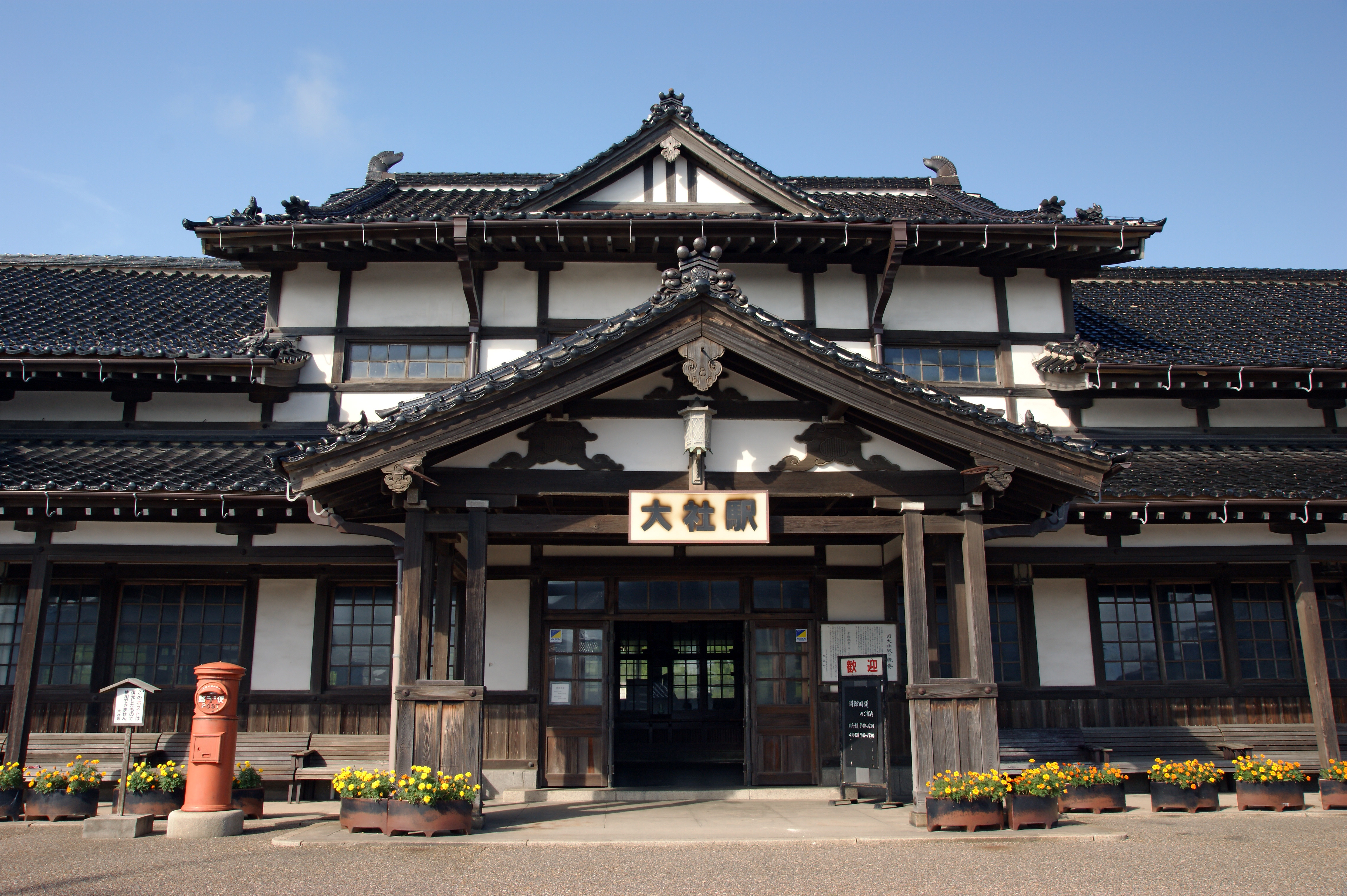
入り口
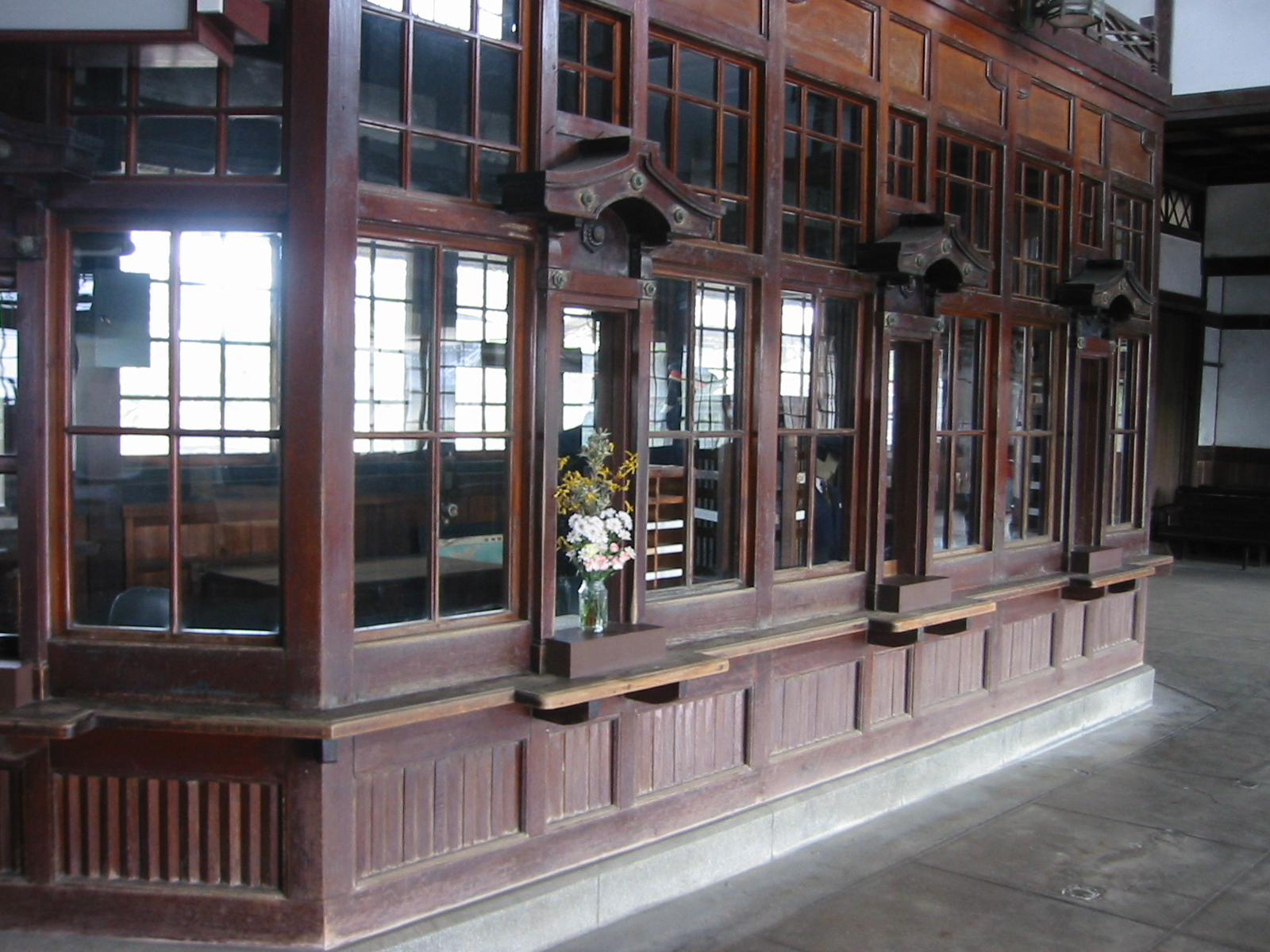
駅舎内の観光案内所
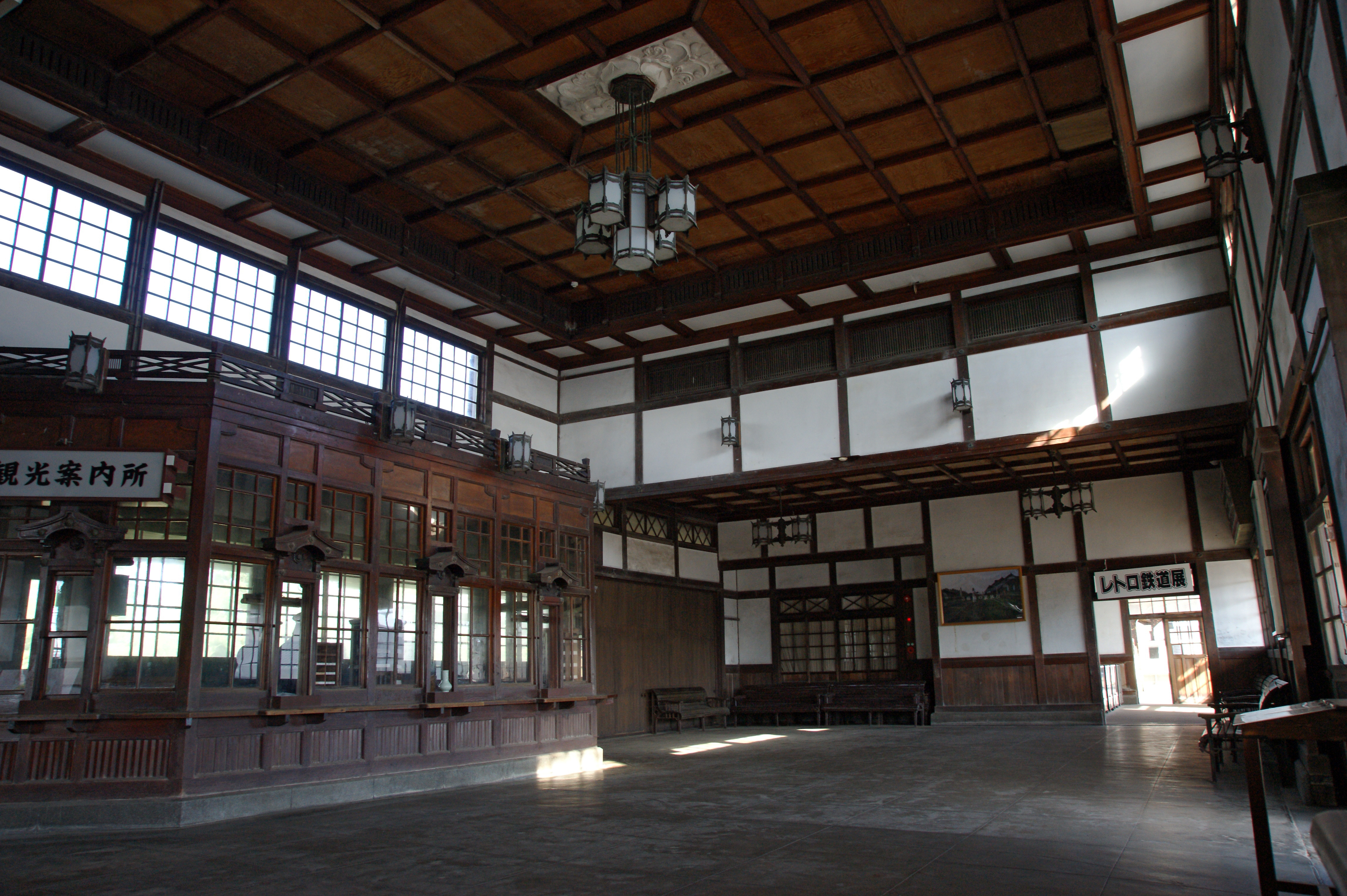
駅舎内部
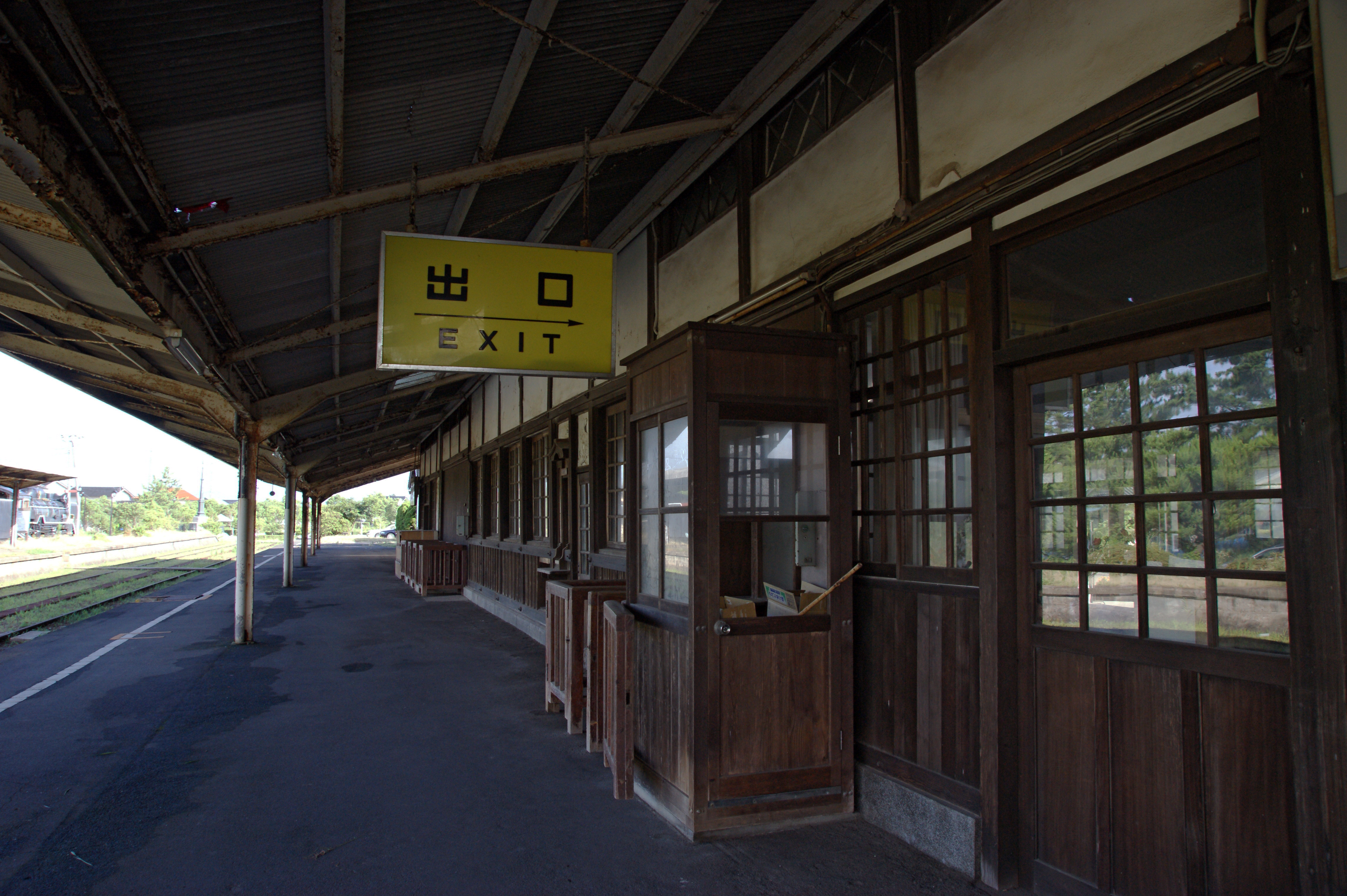
プラットホーム
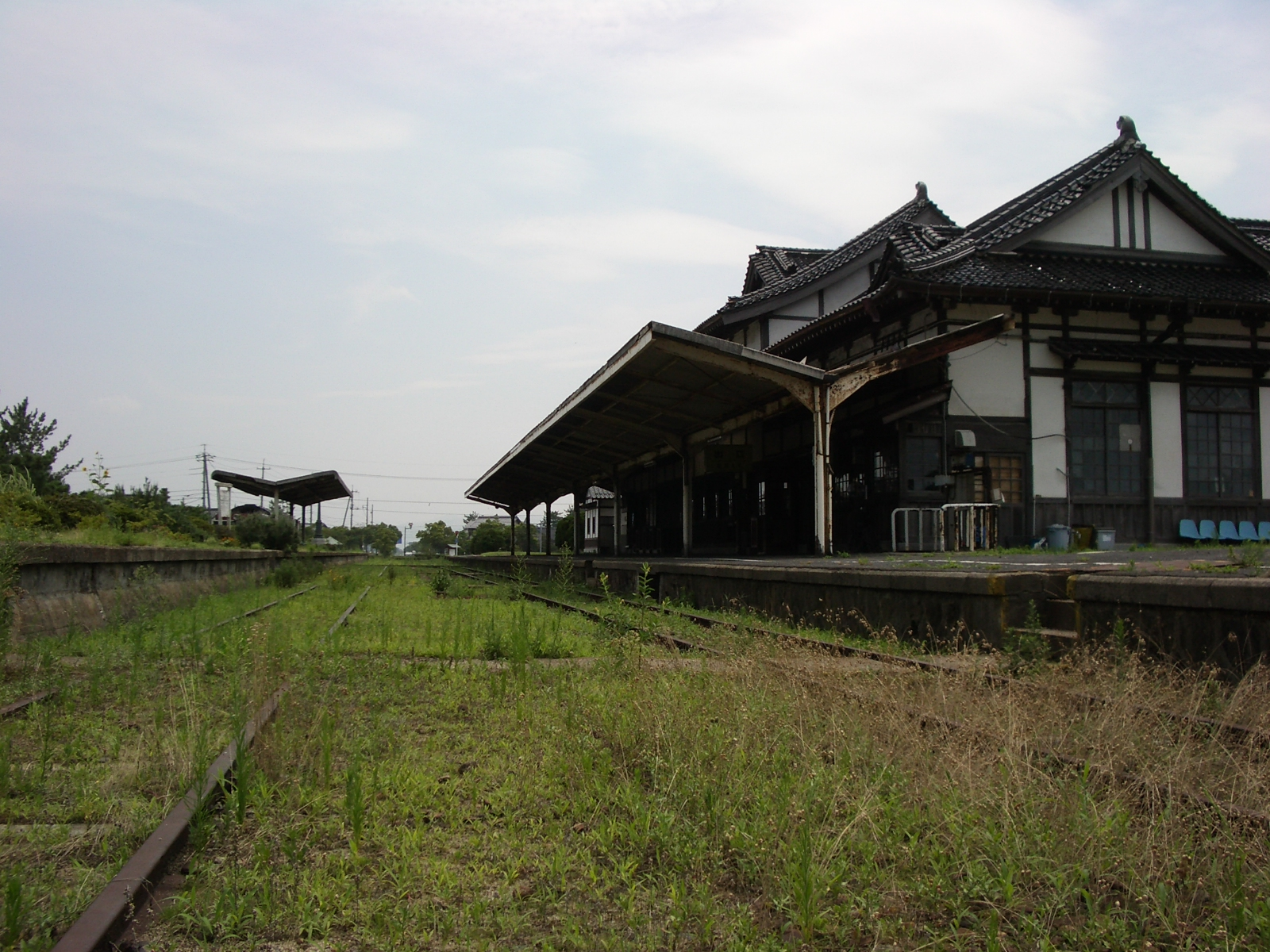
線路跡
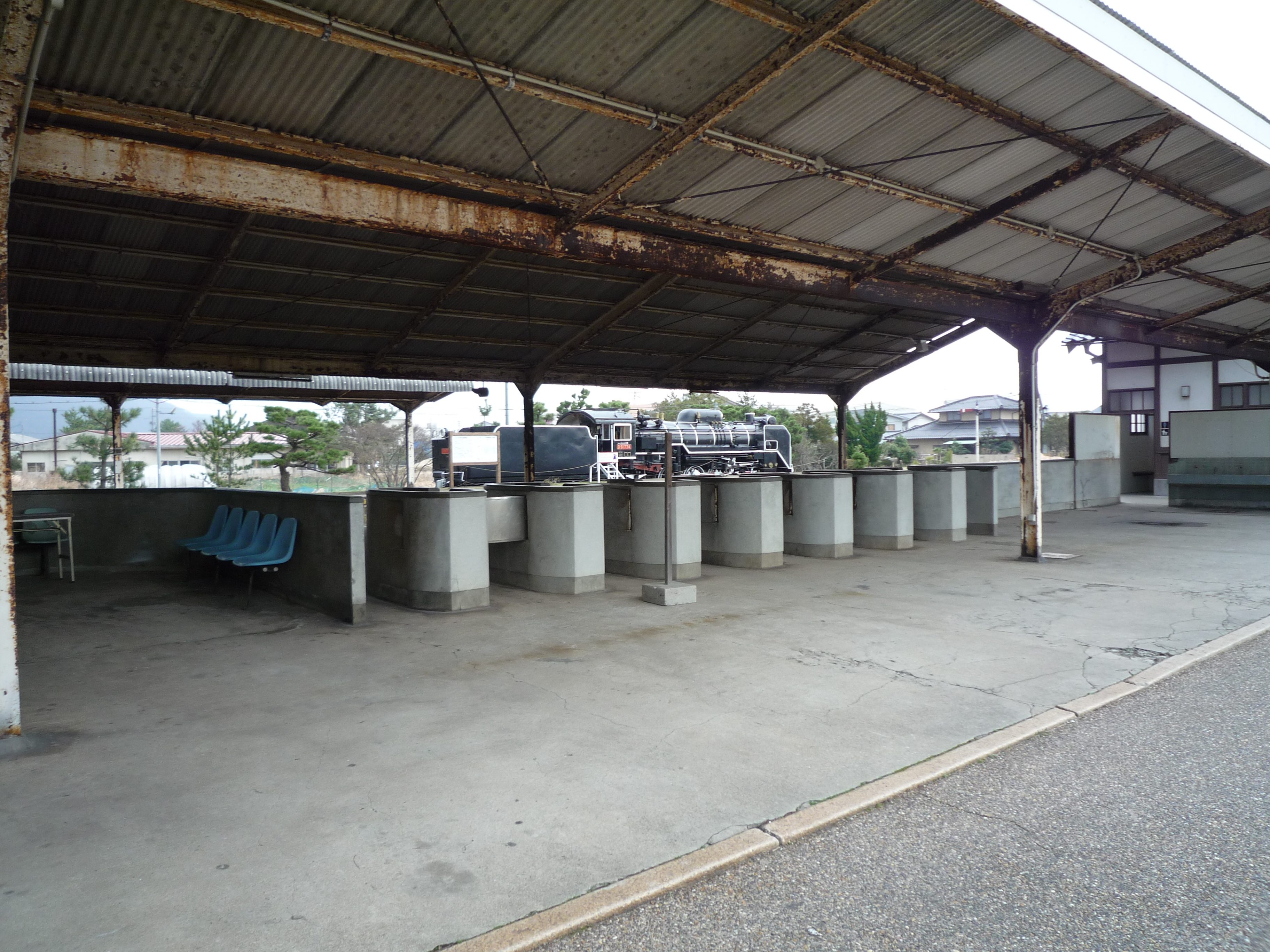
改札口
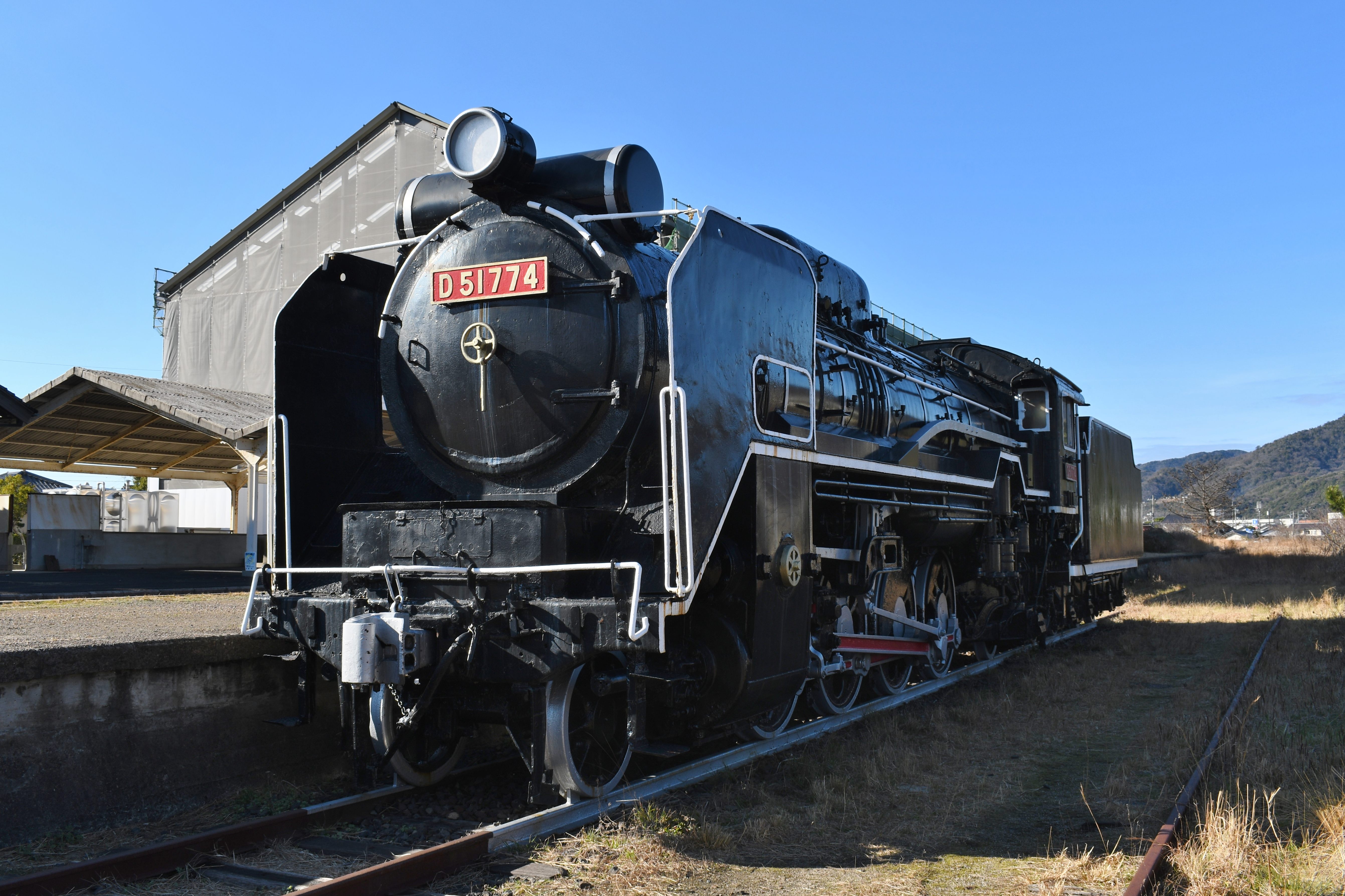
保存されているD51774号蒸気機関車
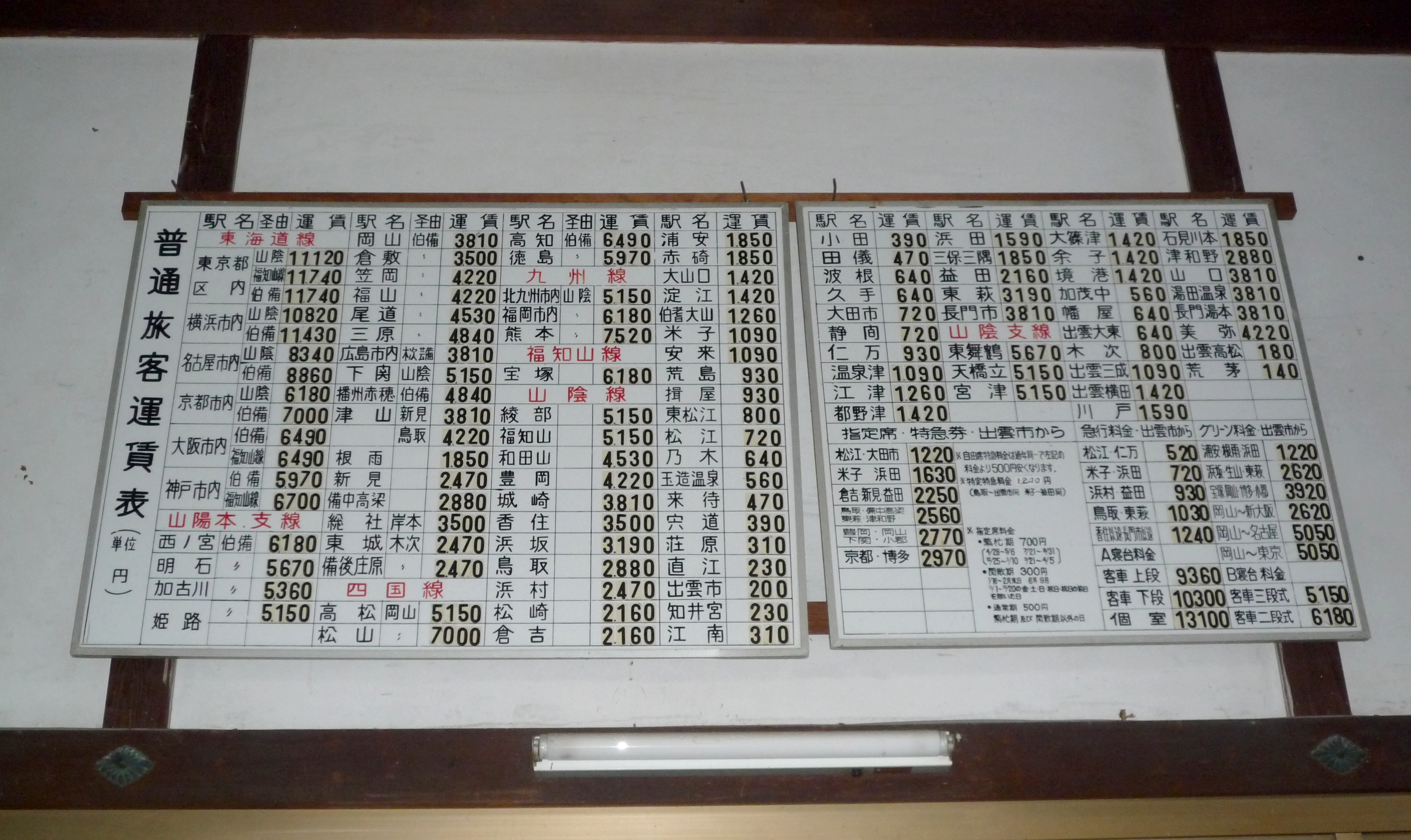
廃止時の普通旅客運賃表
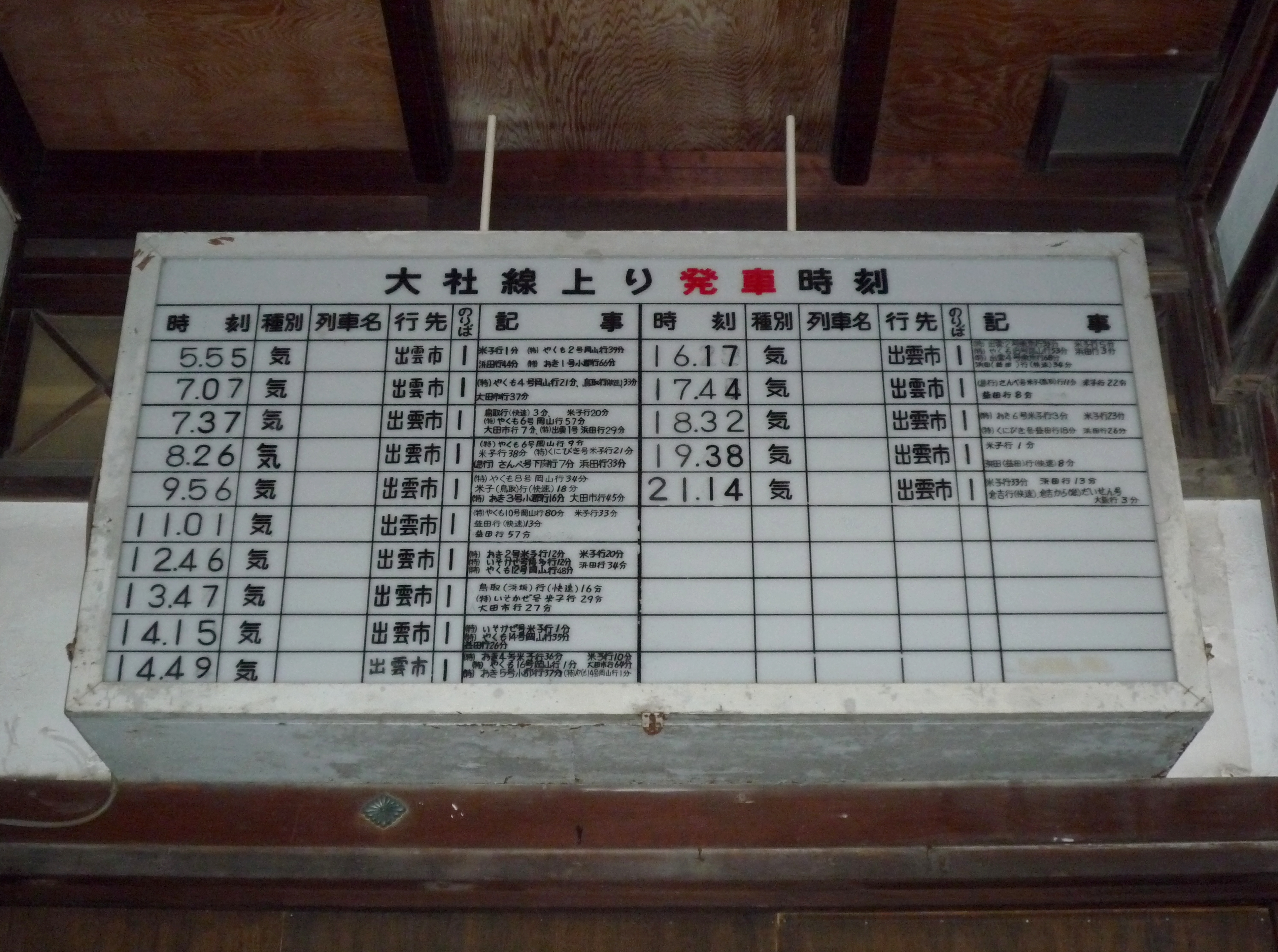
廃止時の時刻表
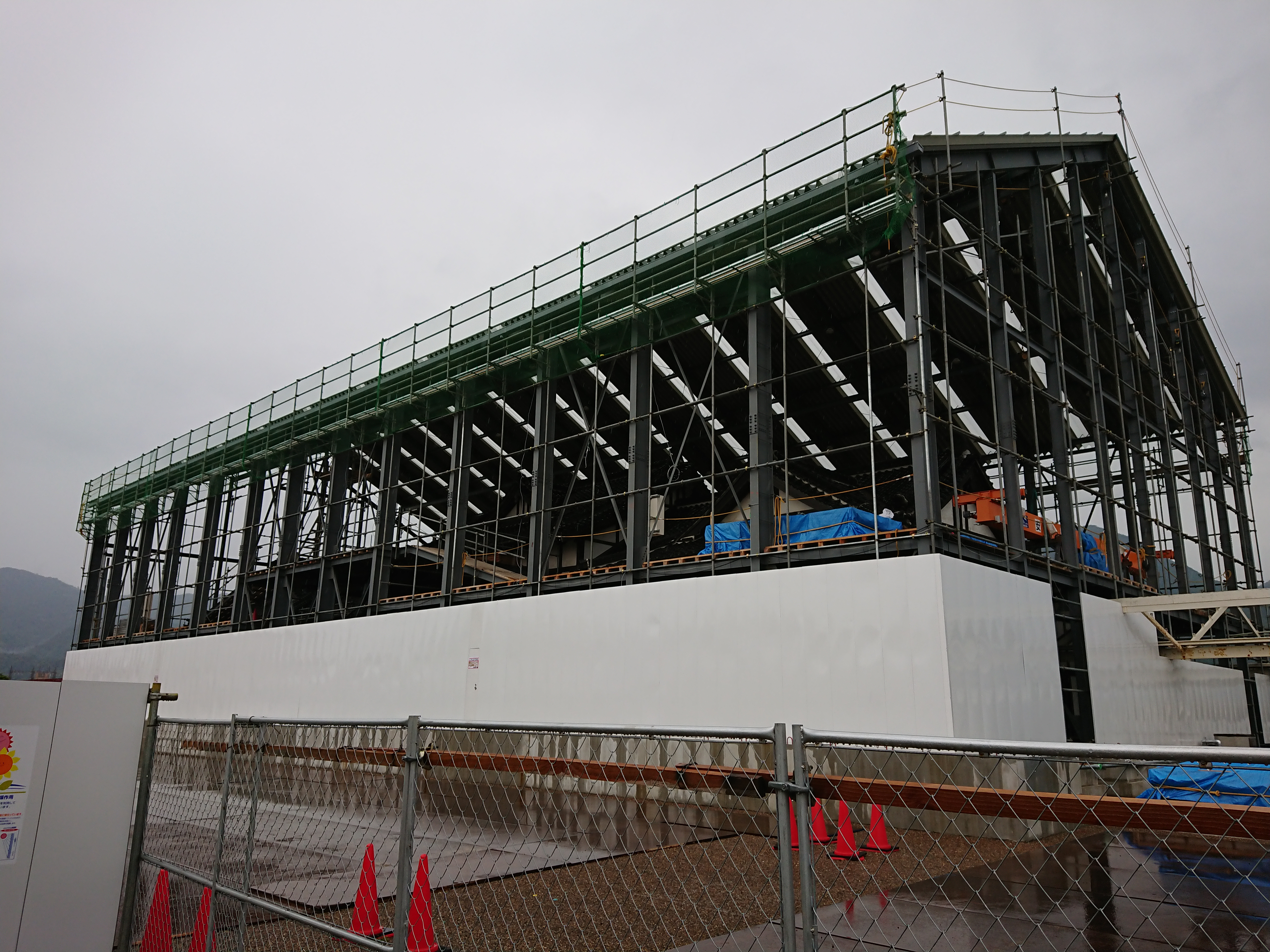
保存修理工事中の様子（2021年6月）

## 利用状況
廃止前の各年度の1日平均乗車人員は以下の通りである。
| 年度               | 1日平均 乗車人員 |
| ------------------ | ---------------- |
| 1970年（昭和45年） | 1,666            |
| 1975年（昭和50年） | 1,599            |
| 1980年（昭和55年） | 978              |
| 1985年（昭和60年） | 639              |
| 1989年（平成元年） | 383              |

## 駅周辺
- 一畑バス 旧JR大社駅バス停
- 一畑電車大社線 - 出雲大社前駅（徒歩10分の距離）
- 出雲大社 - 当駅からは出雲大社前駅を経て徒歩15分ほど[注釈 3]。
- 出雲阿国の墓
- 稲佐の浜
- 日御碕神社

## 隣の駅
西日本旅客鉄道（JR西日本）
大社線
荒茅駅 - 大社駅